# Championnat panaméricain masculin de handball 1979
Navigation
Argentine 1981
La 1re édition du Championnat panaméricain masculin de handball  s'est déroulé à Mexico, au Mexique, du 6 au 12 janvier 1980.
La compétition est remportée par Cuba qui obtient ainsi sa qualification pour les Jeux olympiques de 1980.

## Classement
|                              | Équipe     | Pts | J | G | N | P | Bp  | Bc  | Diff |
| ---------------------------- | ---------- | --- | - | - | - | - | --- | --- | ---- |
| Médaille d'or, Amérique      | Cuba       | 9   | 5 | 4 | 1 | 0 | 121 | 97  | 24   |
| Médaille d'argent, Amérique  | Canada     | 7   | 5 | 3 | 1 | 1 | 98  | 90  | 8    |
| Médaille de bronze, Amérique | États-Unis | 6   | 5 | 3 | 0 | 2 | 115 | 95  | 20   |
| 4                            | Brésil     | 5   | 5 | 2 | 1 | 2 | 90  | 92  | -2   |
| 5                            | Argentine  | 2   | 5 | 1 | 0 | 4 | 75  | 99  | -24  |
| 6                            | Mexique    | 1   | 5 | 0 | 1 | 4 | 89  | 115 | -26  |

## Matchs
| Journée 1 | Canada | 22 - 22 | Mexique |  |
| Journée 1 | (11-9) |         |         |  |

|  | Cuba   | 19 - 19 | Brésil |  |
|  | (8-12) |         |        |  |

|  | Argentine | 12 - 19 | États-Unis |  |
|  | (5-10)    |         |            |  |

| Journée 2 | États-Unis | 27 - 23 | Brésil |  |
| Journée 2 | (14-10)    |         |        |  |

|  | Mexique | 15 - 19 | Argentine |  |
|  | (9-9)   |         |           |  |

|  | Canada | 19 - 22 | Cuba |  |
|  | (9-8)  |         |      |  |

| Journée 3 | Canada | 18 - 13 | Argentine |  |
| Journée 3 | (6-5)  |         |           |  |

|  | Brésil | 14 - 13 | Mexique |  |
|  | (5-4)  |         |         |  |

|  | Cuba   | 23 - 20 | États-Unis |  |
|  | (12-9) |         |            |  |

| Journée 4 | Cuba   | 29 - 17 | Argentine |  |
| Journée 4 | (17-7) |         |           |  |

|  | Canada | 19 - 16 | Brésil |  |
|  | (9-9)  |         |        |  |

|  | Mexique | 17 - 32 | États-Unis |  |
|  | (7-13)  |         |            |  |

| Journée 5 | Canada  | 20 - 17 | États-Unis |  |
| Journée 5 | (10-10) |         |            |  |

|  | Argentine | 14 - 18 | Brésil |  |
|  | (5-6)     |         |        |  |

|  | Mexique | 22 - 28 | Cuba |  |
|  | (12-14) |         |      |  |